# Astelechia
Astelechia är ett släkte av svampar. Astelechia ingår i divisionen sporsäcksvampar och riket svampar.